# شين هونغ جي
شين هونغ جي مواليد 4 مايو 1968 في كوريا الجنوبية، هو لاعب كرة قدم كوري جنوبي دولي سابق كان يلعب كمدافع. سبق له أن لعب في كأس العالم لكرة القدم مع منتخب بلاده.

## المسيرة الاحترافية

### أندية لعب لها
- نادي أولسان هيونداي
- سوون سامسونغ بلووينغز

## روابط خارجية
- شين هونغ جي على موقع الاتحاد الدولي (مؤرشف)  (الإنجليزية)
- شين هونغ جي على موقع دوري كوريا الجنوبية (الإنجليزية)
- شين هونغ جي على موقع قاعدة بيانات كرة القدم.إي يو (الإنجليزية)
- شين هونغ جي على موقع ناشيونال فوتبول تيمز (الإنجليزية)